# سرنوشت روح
کتاب سرنوشت روح کتاب دیگری از مایکل نیوتن محقق و روانشناس آمریکایی است که در سال ۲۰۰۰ میلادی منتشر شده‌است. نیوتن در سال ۲۰۰۱ جایزه سالانه ناشران مستقل کتاب را برای کتابش سرنوشت روح دریافت کرد.

## موضوع کتاب
در این کتاب تحقیقات عمیقی در مورد دنیای روح، عوالم پس از مرگ و برزخ صورت گرفته‌است. این تحقیقات بر اساس شواهد افرادی است که توسط مایکل نیوتن هیپنوتیزم شده‌اند و با دسترسی به حافظه پنهانی، خاطرات و تجربیات خود را در جایگاهی که نویسنده آن را دنیای روح نامیده به یاد آورده‌اند.
این شواهد نوعی موردپژوهی است که از نظر نویسنده حقایقی از جهان روح را آشکار می‌کند.  در تمامی این شواهد تأیید بر این نکته شده  که در عالم دیگر، مهر و محبت و نظم و تدبیر حاکم است.
کتاب سرنوشت روح در سال ۱۳۸۵ توسط محمود دانایی به فارسی ترجمه شده‌است.
پابلیشرز ویکلی (مؤسسه ناشران هفتگی)Publishers Weekly در بررسی خود گفتند که این کتاب "کتابی غنی مملو از مصاحبه‌ها و روایت‌های شخصیت‌های جذاب است، اما این کتاب هنوز برای افراد تازه ناآشناست؛ گاهی اوقات نیوتون اصلا در مورد اصطلاحات و روش و متد خود  توضیحی نمی‌دهد، بنابراین خوانندگانی که با ایده "زندگی‌ در میان زندگی‌ها" (به انگلیسی: life between lives) آشنایی ندارند، ممکن است احساس سردرگمی کنند. خوانندگانی که با این موضوع آشنا هستند از این کتاب بیشتر لذت می‌برند و نیوتن میزبانی جذاب خواهد بود. Destiny of Souls در سال ۲۰۰۱ در رده عصر جدید جایزه "Book Of Independent Publisher Book" را برنده شد. که یکی از ۴۹ بخش، از این جایزه سالانه است.